# Membranoppia campbellensis
Membranoppia campbellensis är en kvalsterart som först beskrevs av Wallwork 1964.  Membranoppia campbellensis ingår i släktet Membranoppia och familjen Oppiidae. Inga underarter finns listade i Catalogue of Life.